# 松江有轨电车
松江有轨电车是上海第一个成网的有轨电车系统，也是上海自1975年原英商、法商有轨电车线路退出服务后，首个实际意义上的有轨电车，由上海松江城市交通投资开发中心投资组建的上海松江有轨电车投资运营有限公司负责建设、招标，开通时由申通地铁和法国凯奥雷斯合资组建的上海申凯公共交通运营管理有限公司运营，自2024年4月1日起由中国中车与无锡地铁的合资组建的中车智能交通运营管理有限公司运营。截至2020年，松江有轨电车线网总长 75 km，可与9号线、金山线部分车站换乘，服务区域覆盖松江、闵行两区，并且研究延伸至青浦区。
松江有轨电车T1线、T2线为上海建设现代有轨电车的前期示范线之一。

## 历史

### 背景
1908年3月5日，英商上海电车有限公司在市中心内开设了上海第一条有轨电车，之后的有轨电车都在市中心内开设。1960年开始，由于老式有轨电车在城区内严重影响交通，开始陆续拆除，1975年12月1日 上海最后一条有轨电车线3路（虹口公园－五角场）拆除，有轨电车成为现在许多人的回忆。2002年5月中旬，上海一家广播媒体就在节目中向外界透露，上海巴士实业集团公司日前正在草拟方案，将率先在四川路、人民路等路段推出有轨电车，7月份，上海城市规划院完成了《恢复使用、发展有轨电车的可行性研究》规划布局14条有轨电车线路，总长254公里左右，当时思路即为在市中心内布设，类似公交作为地铁的辅助配套，但之后便再无消息。2006年提出建设北外滩有轨电车；2008年，北外滩有轨电车首批驾驶员招收完毕，预计这条线路作为2010年上海世博会的配套工程，但2010年又取消了该计划。2012年底，上海市交通港口局局长孙建平称上海规划发展800公里到1000公里的有轨电车网络，基本服务于新城和大型居住社区，原因即为新城内需要运输系统，但建设高运量系统成本过高，有轨电车作为中运量系统，成为捷运系统选择之一，上海规划有轨电车的思路已经有很大不同，但同时需要有一条示范线来确保推广的可能。

### 沿革
- 2012年
  - 8月14日 松江区委副书记、区长俞太尉称正在研究有轨电车，串联新城北部、老城、新城南部及准备筹划的南部高铁片区及大型居住社区[7]

- 2013年
  - 9月5日 松江区有轨电车网络规划（2013-2020年）在上海市交通委员会上进行公示[8]
  - 9月6日 在上海市市规划和国土资源管理局官网上进行公示[9][10]

- 2014年
  - 4月15日 进行第一次环境影响评价公示[11]，将T1线原本从新松江路三新北路口沿三新北路-荣乐路的走向改为自荣乐西路仓华路口沿荣乐路行驶，T2线起点同时也从三新北路新松江路口调整至三新路荣乐路口，远期时三新路路段交由T5线行驶，T2线向小昆山延伸。也公布了预计采用五节编组[12]
  - 5月19日 上海市政府批准了《松江区现代有轨电车网络规划（2013-2020）》[13][14][15]
  - 6月18日 松江区现代有轨电车示范线工程环境影响评价第二次公示，将两线终点站自仓华路站延伸一站至辰塔路站[16][17]
  - 6月30日 松江区现代有轨电车示范线选线及车辆基地选址专项规划[18]
  - 8月15日 松江区现代有轨电车示范线工程环境影响评价报批前公示，将T2线缤纷路站改为明南路站[19]
  - 9月18日 松江区现代有轨电车示范线工程环境影响评价报告书获得松江区环境保护局批准（松环保许管[2014]1140号）[20]
  - 9月19日 选线规划获得松江区规划和国土资源管理区批复[21]
  - 9月29日 示范线工程可行性报告获得松江区发改委批复[22]
  - 10月11日 T1、T2线立项，预计投资389000万元[23]
  - 10月30日 《松江区现代有轨电车示范线选线及车辆基地选址专项规划》获得批复（沪府规[2014]145号）[24]
  - 12月23日 法国阿尔斯通旗下的上海子公司中标松江有轨电车车辆，提供30辆Citadis有轨电车
  - 12月26日 车辆的4种外形、8种配色方案在《松江报》上公布[25]

- 2015年
  - 2月初 上海申凯与松江区交通局达成协议，上海申凯将运营松江有轨电车线路
  - 4月9日 官方公布松江有轨电车造型方案，采用"蚕茧宝贝"车型[26][27]
  - 6月4日 规土局发布松江区现代有轨电车示范线工程T1、T2线建设公示，对T2线进行改线，将原人民北路-梅家浜路-嘉松中路-广富林路路线改为人民北路-广富林路，并于人民北路广富林路路口增预留广富林路站，同时于嘉松中路另设581米的支线连接大学城地铁站，T1线增加谷阳北路、人民北路站，T2线增加西林北路站，取消梅家浜路站，将辰塔路站自辰塔路荣乐路口南移[28]
  - 11月9日 松江有轨电车T1、T2线开工，预计2018年11月试运行[29][30]
- 2016年
  - 6月14日 松江有轨电车车辆首次对外于2016年第十一届中国国际轨道交通展览会上展出[31]
  - 10月24日 首列有轨电车到达松江
  - 12月10日 首列有轨电车在人民北路段试车
- 2017年
  - 10月12日 T2线西段（江学路站-西林北路站-开元商业广场站-文汇路站），共计4站3区间2.56公里调试
  - 11月15日 T2线二期、T4线、T5线选线及车辆基地选址专项规划公示[32]
- 2018年
  - 7月10日 松江区现代有轨电车示范线工程(调整)项目环境影响评价公示[33]
  - 7月26日 松江区现代有轨电车示范线工程(调整)项目环境影响评价第二次公示[34]
  - 9月28日至11月15日 一期（仓华路站-中辰路站）开展不载客试运行工作[35]
  - 11月28日至30日 松江区现代有轨电车示范线一期工程（T1线仓华路站-T2线中辰路站）试运营基本条件专家评审会议举行，一期工程顺利通过试运营基本条件专家评审[36]
  - 12月20日至21日 2号线（仓华路站-中辰路站）举办试乘活动[37]
  - 12月26日 上午9时正式启动试运营
- 2019年
  - 2月20日 有轨电车二期工程T1线（三新北路站-新庙三路站）、T2线（中辰路站-锦昔路站）对接触网线路及设备送电[38]
  - 2月26日 有轨电车二期工程T1线（三新北路站-新庙三路站）、T2线（中辰路站-锦昔路站）开始热滑调试，正式进入联调联试阶段[39]
  - 3月22日 有轨电车二期工程T1线（三新北路站-新庙三路站）、T2线（中辰路站-锦昔路站）联调联试第一阶段：线路整车型式试验顺利完成[40]
  - 5月29日 有轨电车二期工程T1线（三新北路站-新庙三路站）、T2线（中辰路站-锦昔路站）启动不载客试运行[41]
  - 8月10日 有轨电车二期T1线（三新北路站-新庙三路站），T2线（中辰路站-锦昔路站）正式運營[42]。
  - 12月30日，有轨电车三期工程T1线（新庙三路站-新桥火车站）正式運營，T1线可东延伸至新桥镇和新桥火车站，与金山线形成换乘[43]。

- 2021年2月9日 T2线二期（三新北路-翔昆路）专项规划公示[44]
- 2022年6月6日 松江区有轨电车近期建设规划（2021-2025）环境影响报告书报审查前公示[45]
- 2024年4月1日 松江有轨电车T1、T2线交由中车智能交通运营管理有限公司运营

## 线路建设
近期規劃完成線路30.394km，包括T1線全線15.688km、T2線一期15.125km兩條線路與辰塔路車輛段、大學城停車場共二個車輛基地，T2线另设大学城支线0.581km，设一座车站。T1線與T2線站點數分別為24座與22座（T2线曾计划预留广富林路站，后建成为东华大学站），两线于荣乐西路（三新路至辰塔路）有共线段约1.035km，设站两座。項目投資約31.2382億元，其中T1线耗资约15.24亿 ，T2线约耗资15.99亿，建成后预计每小时可运载17万3000人次。

2014年4月至2015年5月的规划

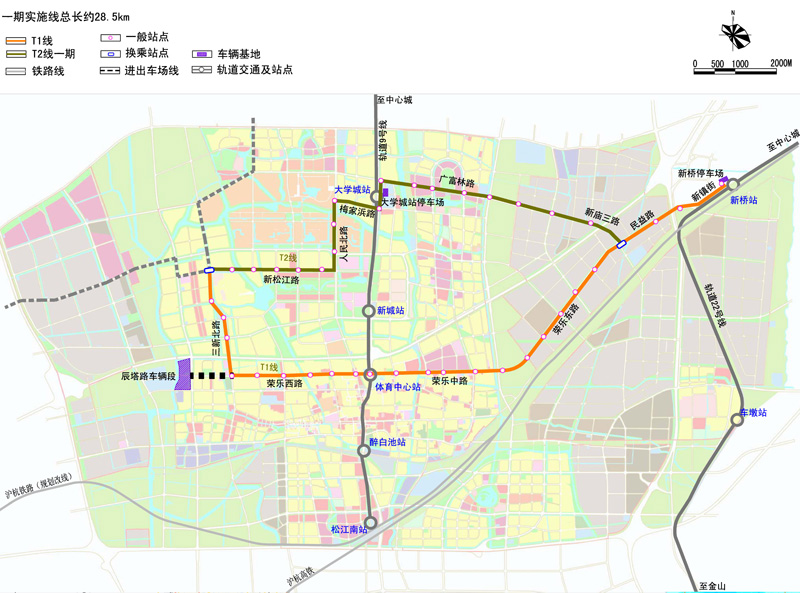
2013年9月至2014年1-2月的规划

2018年12月的线路图

## 线路规划
预计到2020年，一共建成4条线路，即T1线、T2线、T4线、T5线。
远期规划包括T3线、T6线、T7线，这些线路的规划尚未确定，有调整可能。

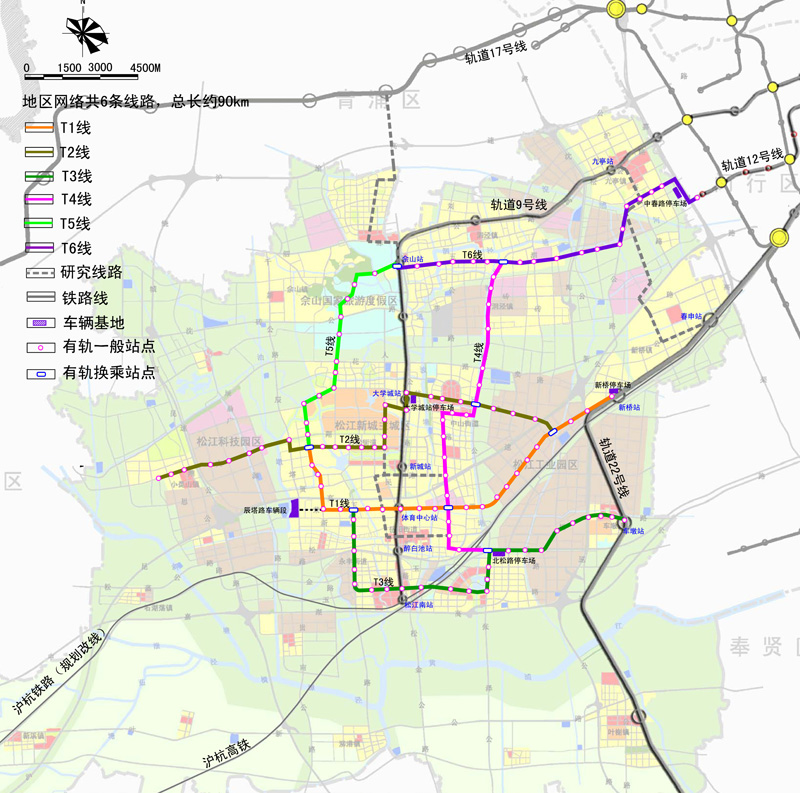
2013年9月时公示的远期规划线，线路规划都已经老旧

总体规划如下表：
| 预定通车时间   | 线路    | 区段   | 起讫站点                     | 长度（公里） | 车站数（换乘站不重复计算） | 建设状态 | 参考资料 |
| -------------- | ------- | ------ | ---------------------------- | ------------ | -------------------------- | -------- | -------- |
| 2018年12月26日 | █ 2号线 | 首通段 | 中辰路站-三新北路站          |              | 18                         | 运营中   |          |
| 2018年12月26日 | █ 2号线 | 支线   | 大学城站-龙马路站/谷阳北路站 | 0.581        | 1                          | 运营中   |          |
| 2018年12月26日 | █ 1号线 |        | 三新北路站-仓华路站          |              | 1                          | 运营中   |          |
| 2019年8月10日  | █ 1号线 |        | 三新北路站-锦昔路站          |              | 14                         | 运营中   |          |
| 2019年8月10日  | █ 2号线 | 后通段 | 中辰路站-锦昔路站            |              | 3                          | 运营中   |          |
| 2019年12月30日 | █ 1号线 |        | 新桥火车站站-锦昔路站        |              | 7                          | 运营中   |          |
| 近期           | █ 2号线 | 二期   | 新松江路站-翔昆路站          | 7.4          | 9                          | 公示中   |          |
| 近期           | █ 4号线 |        | 新松江路站-经六路站          | 17.1         | 22                         | 公示中   |          |
| 近期           | █ 5号线 |        | 洞泾站-新泖亭路站            | 16.2         | 21                         | 公示中   |          |
| 近期           | █ 5号线 | 支线   | 东佘山站-佘山站              | 2.8          | 2                          | 公示中   |          |
| 远期           | █ 3号线 |        | 车墩站-玉树路站              | 20.6         |                            | 规划中   |          |
| 远期           | █ 6号线 |        | 洞泾站-七莘路站              | 15.8         |                            | 规划中   |          |

## 运营计划

### 路权
张江有轨电车采用混合路权，导致运行效率下降。2014年5月上海城建设计总院称借鉴经验，松江有轨电车大多使用独立路权，并通过系统调整路口信号灯使得其优先通过，预计运行速度达到每小时22公里或更高，而2015年5月时，交港局对路权进行改变，称建成后将采用混合路权方式，有轨电车车道两侧设置侧石隔离，允许社会车辆进入有轨电车车道，但在行驶路段中不允许随意变道，进入有轨电车车道的社会车辆变道必须在交叉口完成。另外，在道路中心设置中央分隔栏，路段中行人和非机动车不允许横向穿越过街，保证有轨电车运营安全，所有过街交通在交叉口完成。2016年7月再度变为独立路权，采用全封闭式，其他社会车辆不允许进入。如果以后遇到车流量变大时，可能会开放路权。正式运营后，嘉松路以东、三新路G60下穿路段为混合路权，私家车可以借道行驶，但不可阻拦有轨电车通行，在有轨电车接近时需主动让行。

### 发车间隔
开通初期发车间隔约10分钟，成熟后可达到2～3分钟一班。。

### 运营时间
2018年12月26日试运营当天，松江有轨电车2号线（仓华路站-中辰路站）的运营时间为9：00至22：00。自12月27日起，运营时间为6：00至22：00。根据工作日和周末的不同客运需求，将实施两种不同的运行时刻表，时间间隔为10分钟至15分钟不等。

### 票价
松江有轨电车票价由政府定价，实行按区段累计计价的多级票制，根据进站和出站的站台间隔计算里程。最小计费单位为元，10公里（含）以内计收2元；10公里以上部分，以每10公里（含）为一个计价区段，每区段计收1元。即10公里以内2元，超10公里后每10公里进级1元。目前，松江有轨电车2号线（仓华路站-中辰路站）19个区间、20座车站，票价为2-3元。
有轨电车每个站点均设有自动售票机，开通初期支持现金（1元硬币、5元纸币、10元纸币）购票，上海交通卡（实体卡及手机交通卡）购票。市民凭上海交通卡实体卡，或者手机交通卡都可以享受与地面公交、轨道交通的优惠换乘。身高1.3米以下的儿童免费乘车（须成人陪同）。
2023年6月20日开始，松江有轨电车可刷码乘车，上海交通卡APP、云闪付APP、“乘车码”微信小程序、支付宝APP端内的乘车码均支持乘坐松江有轨，并享受松江有轨电车与轨道交通与公交和松江有轨电车之间的换乘优惠，2小时内换乘优惠1元。此外，交通联合卡（含NFC手机交通虚拟卡），随申码（如已开通公共交通功能）和电子盲人证亦可乘坐松江有轨电车。

### 车辆

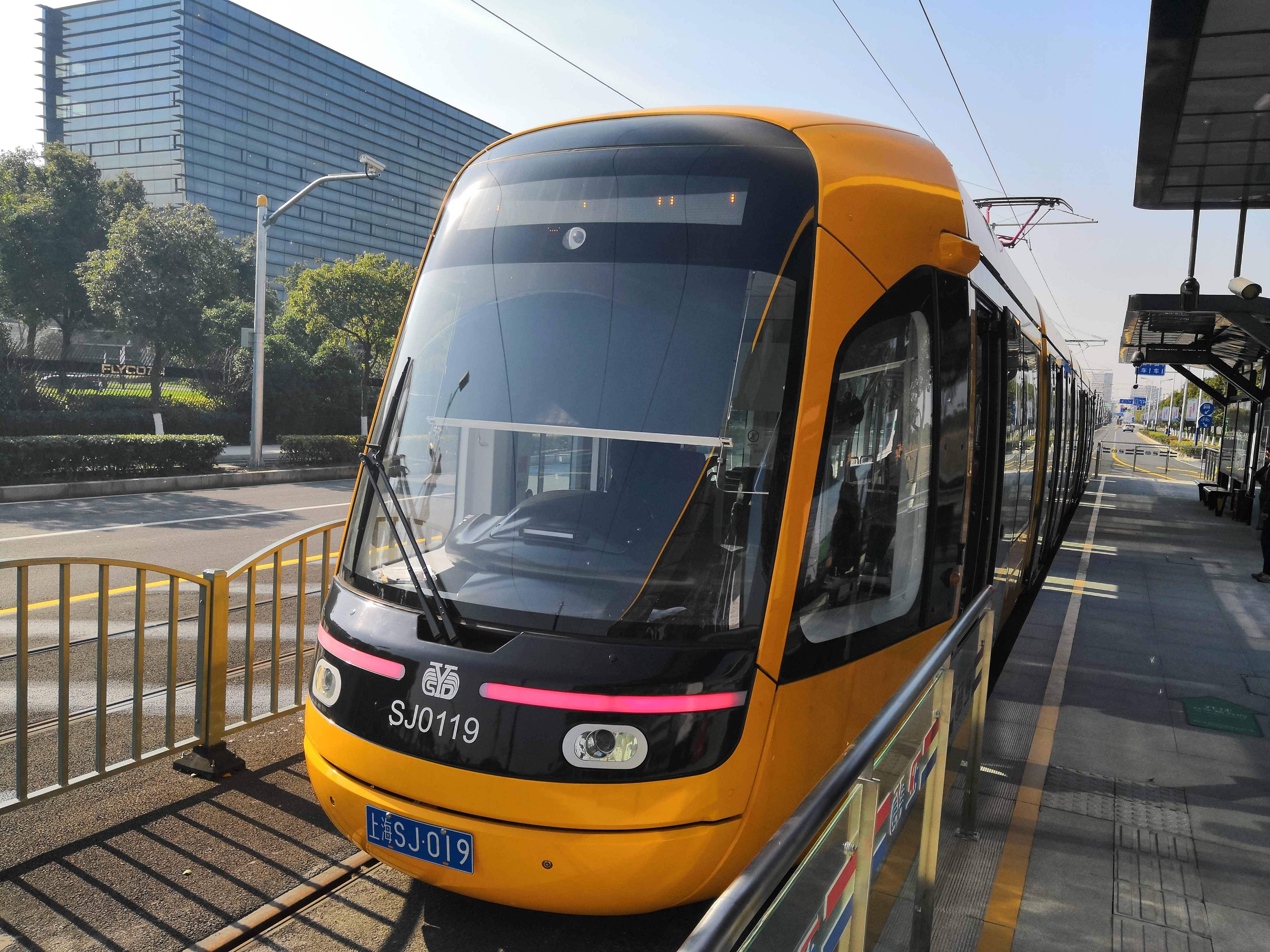
松江有轨电车车型在停靠在中辰路站

松江有轨电车采用阿尔斯通Citadis的5模块的车辆，由中国中车股份有限公司和上海电气股份有限公司的合资企业上海轨道交通设备发展有限公司设计和制造，通过技术引进，实现了自主化设计和本地化制造，是上海首列100%低地板有轨电车。车辆全长约33米，宽2.65米，并设计成模块化，可于高峰期临时加装至7模块列车，但平时客流平稳时只以5模块运行，以节省运能，这些信息可推测购买的为类似的Citadis 302型有轨电车。5模块车辆载客量约为300人，七模块的则为400人。车辆的造型、车厢颜色的选择由松江报于2014年12月25日发起投票，包括4种车型和8种颜色，通过市民投票的方式选出，2015年4月9日，官方公布结果，采用“蚕茧宝贝”车型，象征松江曾是上海著名的蚕桑养殖和纺织重镇，计划采用橘色颜色。但实际上这种造型并非新鲜，早于勒阿佛尔、鲁昂、图卢兹、巴塞罗那、奥尔良等的同样为Citadis的有轨电车上出现过。
5模块的车辆中车头、车尾是两节动车，均设有驾驶室；第二、四节为拖车；第三节为无车轮的悬浮车，列车左右两边各设有6个车门，为了适应高峰时段大客流的需求，车内中间部分的座椅可折叠，座椅折叠起来后，边上设置了软包，可以让站立的乘客靠得舒服些。为了保证满载300人的运营能力，设置单数车厢共三节，拥有横向座椅48个，双数车厢则为空置，只含8个折叠位。这样设置的原因在于，第二第四节是低地板，可以满足残疾人上下车，同时空置车厢则是为了保障满载300人的运行效能。
松江有轨电车上有紧急牵引功能和主动防护体统，采用超级电容让车辆在无触网路口快速通过，或者在触网无供电情况下迅速到达下一站。

## 争议

### 荣乐路拆除绿化带
荣乐中路位于松江新城中的老城地区，因此在规划中对荣乐中路道路红线未做调整，按40米控制，在原有道路上为满足增设有轨电车的需要，即添加两根车道，将拆除现有道路中央和路旁的绿化，引发方舟园三村和四村居民不满，于荣乐路人行道拉横幅抗议，但一年来与政府协商也无结果。